# Lindgrenita
La lindgrenita és un mineral de la classe dels sulfats. Va rebre aquest nom l'any 1935 per Charles Palache en honor de Waldemar Lindgren (1860-1939), geòleg suec-nord-americà, professor al Massachusetts Institute of Technology.

## Característiques
La lindgrenita és un sulfat de fórmula química Cu₃(MoO₄)₂(OH)₂. Cristal·litza en el sistema monoclínic. Els cristalls són tabulars o en forma de plaques en {010}, de fins a 2 centímetres, mostrant {010}. Poden ser estriats paral·lels a [001], mostrant formes {100}, {021} i altres; poques vegades és acicular, al llarg de [101] amb els contorns quadrats. Es troba també en crostes o massiva. La seva duresa a l'escala de Mohs és 4,5.
Segons la classificació de Nickel-Strunz, la lindgrenita pertany a «07.GB - Molibdats, wolframats i niobats, amb anions addicionals i/o H₂O» juntament amb els següents minerals: szenicsita, cuprotungstita, UM1999-38-WO:CrV, fil·lotungstita, rankachita, ferrimolibdita, anthoinita, mpororoïta, obradovicita-KCu, mendozavilita-NaFe, paramendozavilita i tancaïta-(Ce).

## Formació i jaciments
És un mineral secundari rar que es troba a les zones oxidades dels dipòsits de coure que contenen molibdè. Sol trobar-se associada a altres minerals com: antlerita, molibdenita, powel·lita, brochantita, crisocol·la, òxids de ferro i quars. Va ser descoberta l'any 1935 a la mina Chuquicamata, al districte de Chuquicamata, a Calama (Regió d'Antofagasta, Xile).